# ブレント・クロス駅
ブレント・クロス駅（ブレント・クロス駅、英語：Brent Cross tube station）はロンドン北部、ゴルダーズ・グリーン地区のハイフィールド・アヴェニューにあるロンドン地下鉄の駅である。ノーザン線エッジウェア支線のヘンドン・セントラル駅とゴルダーズ・グリーン駅の間にあり、トラベルカード・ゾーン3に含まれる。駅舎は第2級文化財指定建築である。ブレント・クロスショッピングセンターからはやや離れている。

## 歴史
駅舎は建築家スタンリー・ヒープスの設計によるもので、1923年11月19日に「ブレント駅」として開業した。駅名は駅近くを流れる川にちなんだものである
。当駅はエッジウェアまでの未開発地を通る、ハムステッド・アンド・ハイゲート線として計画された延伸線の最初の駅である。第一次世界大戦前にこの延伸線が計画された際、当駅は「ウッドストック」と仮称されていた。1976年7月26日にショッピングセンターの名前に併せて現在の駅名「ブレント・クロス」に改称されている。
開業後すぐに当駅には追い越し線が設けられたが、1930年代に撤去されている。ハイフィールド・アヴェニューが当駅を超える橋の幅にこの追い越し線をしのぶことが出来る。

## 将来計画
2008年3月にブレント・クロス地区の開発計画が発表された。駅周辺の住宅を取り壊し、バスが乗り入れられる駅前広場を作ることで当駅を付近を通るバス路線との接続改善が盛り込まれた。
2008年初頭、交通改善計画協議会が北西ロンドン・ライト・レールウェイ計画 (q.v.)と称する、ブレント・クロスを終点とする鉄道の案を発表した。

## バス路線
駅近くのハイフィールド・アヴェニューにロンドンバス210が停車するほか、232のバス停がハイフィールド・ガーデン側の駅出入口付近にある。

## ギャラリー

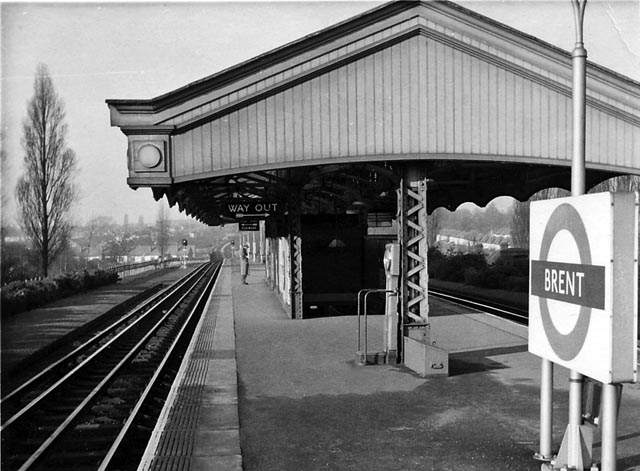
エッジウェア方面を見る（1961年）
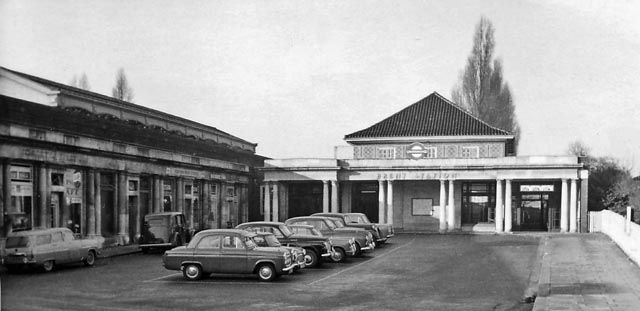
駅入口からエッジウェア方面を見る（1961年）
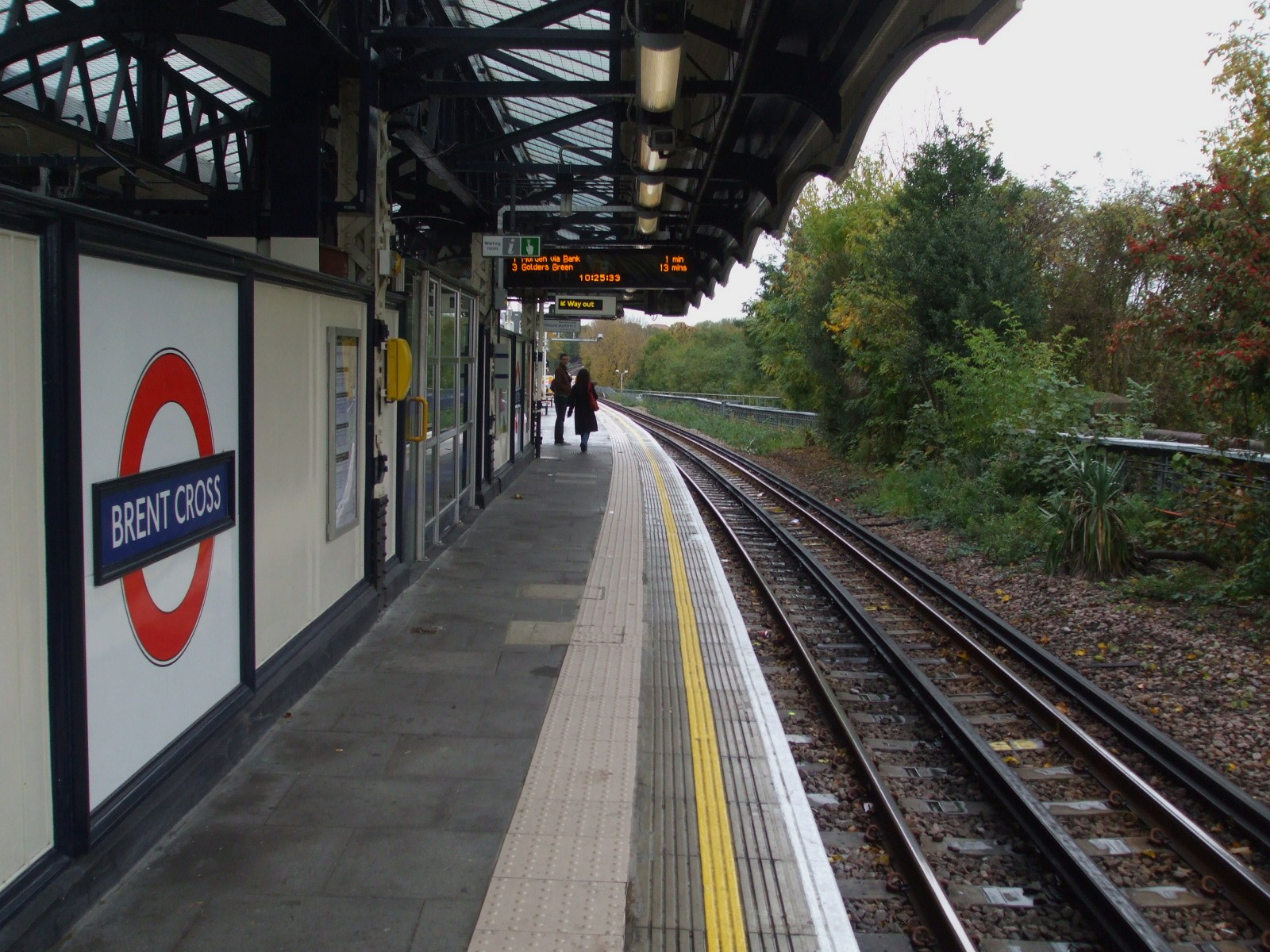
ホーム。北を見る
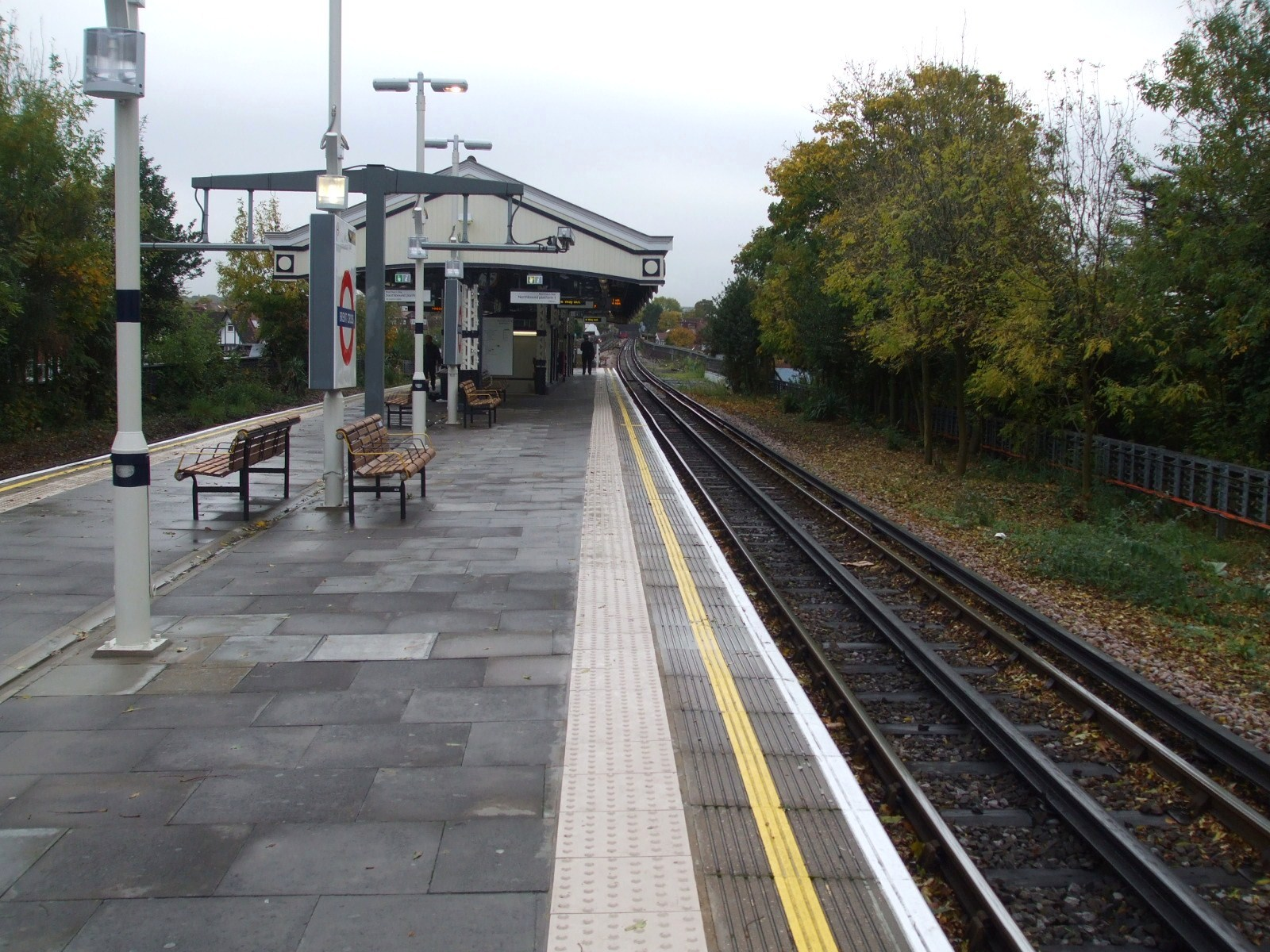
ホーム。南を見る
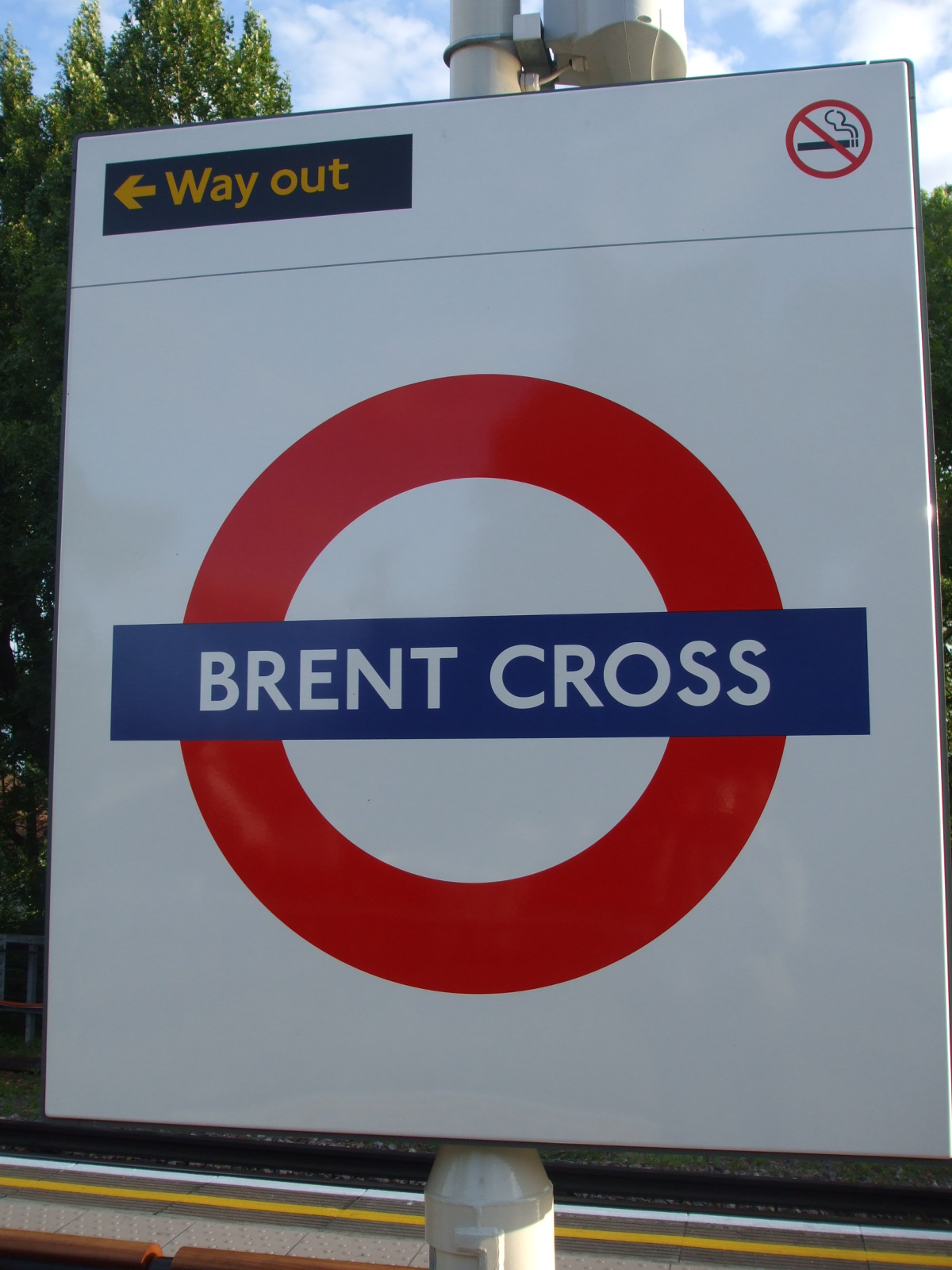
駅名標
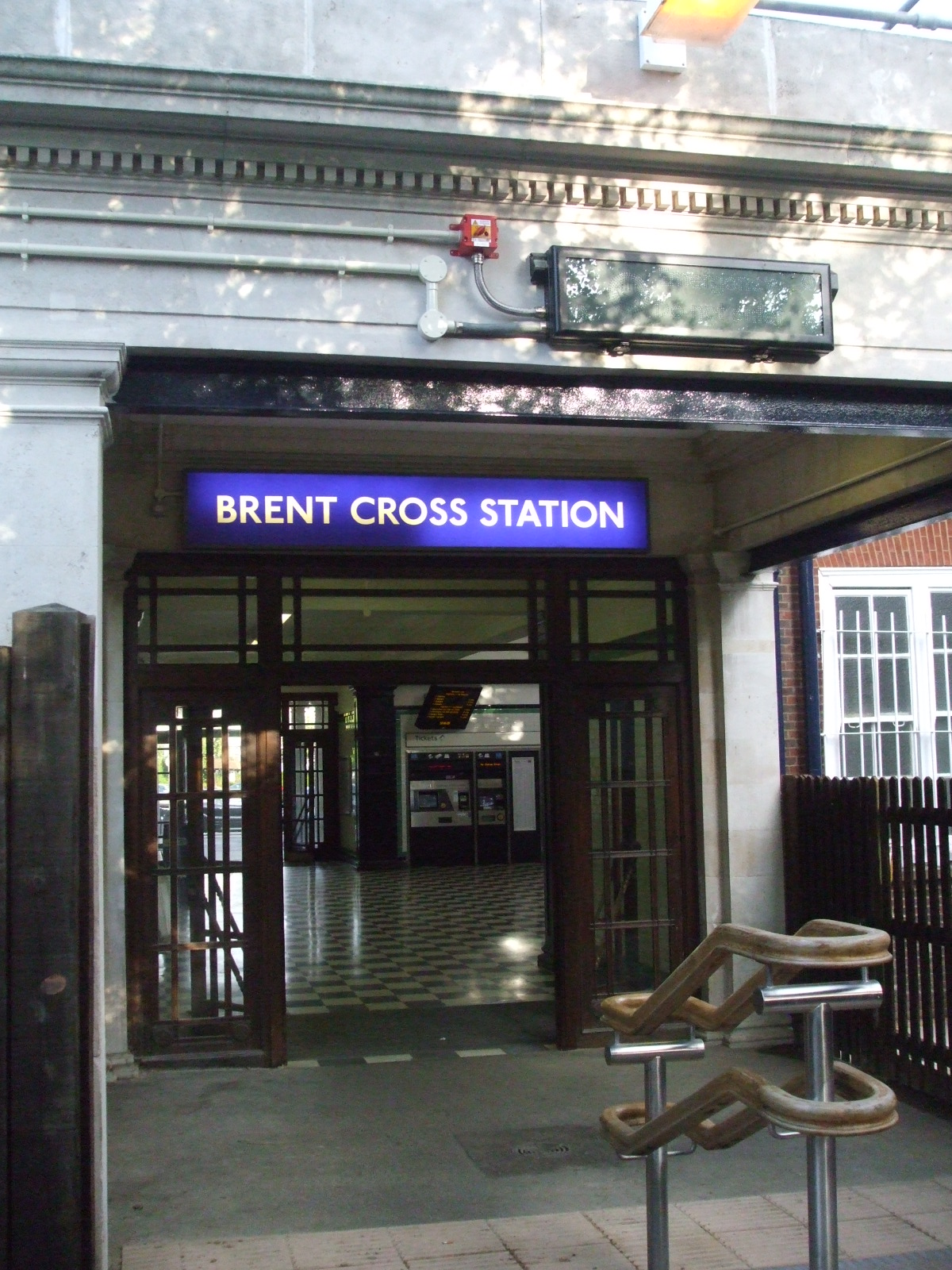
駅裏にある出入口